# فلورنتينو أفيدوس
فلورنتينو أفيدوس (18 نوفمبر 1870 - 28 فبراير 1956) كان سياسيًا برازيليًا. وكان الرئيس السابع عشر (حاكمًا) لولاية إسبيريتو سانتو البرازيلية، ولاحقًا كان عضوًا في مجلس الشيوخ عن تلك الولاية في مجلس الشيوخ البرازيلي.

## المسار المهني
كان مهندسًا عن طريق التجارة وانتُخب حاكمًا لإسبيريتو سانتو في عام 1924. حكم الولاية من 23 مايو 1924 إلى 30 يونيو 1928. قام ببناء الطرق والجسور من أجل تحسين الاتصالات في الولاية، وهو الأكثر من الأهمية بمكان «مجمع الجسور الخمسة» الذي يربط جزيرة فيتوريا بالقارة وجزيرة الأمير أيضًا. سميت هذه الجسور باسم «فلورنتينو أفيدوس» في تكريمه بعد وفاته عام 1956.